# Wahlen zum Senat der Vereinigten Staaten 1896 und 1897
Die Wahlen zum Senat der Vereinigten Staaten 1896 und 1897 zum 55. Kongress der Vereinigten Staaten fanden zu verschiedenen Zeitpunkten statt. Die Wahlen fanden parallel zur Präsidentschaftswahl 1896 statt, in der William McKinley zum ersten Mal gewählt wurde. Vor der Verabschiedung des 17. Zusatzartikels wurden die Senatoren nicht direkt gewählt, sondern von den Parlamenten der Bundesstaaten bestimmt.
Zur Wahl standen 30 Senatssitze der Klasse III, deren Inhaber 1890 und 1891 für eine Amtszeit von sechs Jahren gewählt worden oder später nachgerückt waren. Zusätzlich fanden Nachwahlen für jeweils einen Sitz der beiden anderen Klassen statt, außerdem wurden die ersten beiden Senatoren von Utah gewählt. Bei den Nachwahlen konnten die Demokraten einen bisher vakanten Sitz gewinnen und einen weiteren halten, die beiden Sitze in Utah gingen an die Republikaner.
Von den 30 regulär zur Wahl stehenden Sitzen waren 14 von Demokraten, 13 von Republikanern, zwei von Populisten (People’s Party) und einer von der Silver Party besetzt. 12 Amtsinhaber wurden wiedergewählt, zwei Demokraten, sieben Republikaner, ein Populist und ein Vertreter der Silver Party. Ein Republikaner wurde als Silber-Republikaner wiedergewählt. Sechs weitere Sitze wurden gehalten, vier der Demokraten und jeweils einer der Republikaner und der Populisten. Die Republikaner gewannen sieben Sitze von den Demokraten, verloren aber auch jeweils einen Sitz an Demokraten, Populisten und Silber-Republikaner. Die Demokraten und die Republikaner verloren jeweils einen Sitz, weil die Parlamente in Florida und Oregon nicht rechtzeitig gewählt hatten. Damit verschob sich die Zusammensetzung des Senats, der am Ende des 55. Kongresses aus 44 Republikanern, 40 Demokraten, vier Populisten und zwei Vertretern der Silver Party bestanden hatte, auf 43 Republikaner, 33 Demokraten, fünf Populisten, fünf Silber-Republikaner und zwei Vertreter der Silver Party.
Zu Veränderungen nach der Wahl siehe auch Liste der Mitglieder des Senats im 55. Kongress der Vereinigten Staaten.

## Ergebnisse

### Wahlen während des 54. Kongresses
Die Gewinner dieser Wahlen wurden vor dem 4. März 1897 in den Senat aufgenommen, also während des 54. Kongresses.
| Staat       | Amtierender Senator     | Partei      | Nachwahl   | Datum          | Ergebnis              | Neuer Senator     |
| ----------- | ----------------------- | ----------- | ---------- | -------------- | --------------------- | ----------------- |
| Delaware    | vakant                  | vakant      | Klasse II  | 19. Jan. 1897  | Zugewinn Demokraten   | Richard R. Kenney |
| Mississippi | Hernando Money, ernannt | Demokrat    | Klasse I   | 1897 oder 1898 | bestätigt             | Hernando Money    |
| Utah        | neuer Staat             | neuer Staat | Klasse I   | 22. Jan. 1896  | Zugewinn Republikaner | Frank J. Cannon   |
| Utah        | neuer Staat             | neuer Staat | Klasse III | 22. Jan. 1896  | Zugewinn Republikaner | Arthur Brown      |

- ernannt: Senator wurde vom Gouverneur als Ersatz für einen ausgeschiedenen Senator ernannt, Nachwahl nötig.
- bestätigt: ein als Ersatz für einen ausgeschiedenen Senator ernannter Amtsinhaber wurde bestätigt.

### Wahlen zum 55. Kongress
Die Gewinner dieser Wahlen wurden am 4. März 1897 in den Senat aufgenommen, also bei Zusammentritt des 55. Kongresses. Alle Sitze dieser Senatoren gehören zur Klasse III.
| Staat          | Amtierender Senator    | Partei       | Datum         | Ergebnis                              | Neuer Senator        |
| -------------- | ---------------------- | ------------ | ------------- | ------------------------------------- | -------------------- |
| Alabama        | James L. Pugh          | Demokrat     | 1897          | von Demokraten gehalten               | Edmund Pettus        |
| Arkansas       | James K. Jones         | Demokrat     | 20. Jan. 1897 | wiedergewählt                         | James K. Jones       |
| Colorado       | Henry M. Teller        | Republikaner | 20. Jan. 1897 | wiedergewählt als Silber-Republikaner | Henry M. Teller      |
| Connecticut    | Orville H. Platt       | Republikaner | 20. Jan. 1897 | wiedergewählt                         | Orville H. Platt     |
| Florida        | Wilkinson Call         | Demokrat     | keine Wahl    | Verlust Demokraten                    | vakant               |
| Georgia        | John B. Gordon         | Demokrat     | 1896          | von Demokraten gehalten               | Alexander S. Clay    |
| Idaho          | Fred Dubois            | Republikaner | 28. Jan. 1897 | Zugewinn Populisten                   | Henry Heitfeld       |
| Illinois       | John M. Palmer         | Demokrat     | 20. Jan. 1897 | Zugewinn Republikaner                 | William E. Mason     |
| Indiana        | Daniel W. Voorhees     | Demokrat     | 20. Jan. 1897 | Zugewinn Republikaner                 | Charles W. Fairbanks |
| Iowa           | William B. Allison     | Republikaner | 22. Jan. 1896 | wiedergewählt                         | William B. Allison   |
| Kalifornien    | George C. Perkins      | Republikaner | 13. Jan. 1897 | wiedergewählt                         | George C. Perkins    |
| Kansas         | William A. Peffer      | Populist     | 27. Jan. 1897 | von Populisten gehalten               | William A. Harris    |
| Kentucky       | Joseph C. S. Blackburn | Demokrat     | 1897          | Zugewinn Republikaner                 | William J. Deboe     |
| Louisiana      | Newton C. Blanchard    | Demokrat     | 28. Mai 1896  | von Demokraten gehalten               | Samuel D. McEnery    |
| Maryland       | Charles H. Gibson      | Demokrat     | 22. Jan. 1896 | Zugewinn Republikaner                 | George L. Wellington |
| Missouri       | George G. Vest         | Demokrat     | 20. Jan. 1897 | wiedergewählt                         | George G. Vest       |
| Nevada         | John P. Jones          | Silver Party | 26. Jan. 1897 | wiedergewählt                         | John P. Jones        |
| New Hampshire  | Jacob H. Gallinger     | Republikaner | 20. Jan. 1897 | wiedergewählt                         | Jacob H. Gallinger   |
| New York       | David B. Hill          | Demokrat     | 20. Jan. 1897 | Zugewinn Republikaner                 | Thomas C. Platt      |
| North Carolina | Jeter C. Pritchard     | Republikaner | 20. Jan. 1897 | wiedergewählt                         | Jeter C. Pritchard   |
| North Dakota   | Henry C. Hansbrough    | Republikaner | 20. Jan. 1897 | wiedergewählt                         | Henry C. Hansbrough  |
| Ohio           | Calvin S. Brice        | Demokrat     | 14. Jan. 1896 | Zugewinn Republikaner                 | Joseph B. Foraker    |
| Oregon         | John H. Mitchell       | Republikaner | keine Wahl    | Verlust Republikaner                  | vakant               |
| Pennsylvania   | J. Donald Cameron      | Republikaner | 19. Jan. 1897 | von Republikanern gehalten            | Boies Penrose        |
| South Carolina | John L. M. Irby        | Demokrat     | 26. Jan. 1897 | von Demokraten gehalten               | Joseph H. Earle      |
| South Dakota   | James H. Kyle          | Populist     | 18. Feb. 1897 | wiedergewählt                         | James H. Kyle        |
| Utah           | Arthur Brown           | Republikaner | 3. Feb. 1897  | Zugewinn Demokraten                   | Joseph L. Rawlins    |
| Vermont        | Justin S. Morrill      | Republikaner | 1896          | wiedergewählt                         | Justin S. Morrill    |
| Washington     | Watson C. Squire       | Republikaner | 29. Jan. 1897 | Zugewinn Silber-Republikaner          | George Turner        |
| Wisconsin      | William F. Vilas       | Demokrat     | 26. Jan. 1897 | Zugewinn Republikaner                 | William F. Vilas     |

- wiedergewählt: ein gewählter Amtsinhaber wurde wiedergewählt.

### Wahlen während des 55. Kongresses
Die Gewinner dieser Wahlen wurden nach dem 4. März 1897 in den Senat aufgenommen, also während des 55. Kongresses.
| Staat   | Amtierender Senator | Partei       | Nachwahl   | Datum        | Ergebnis                   | Neuer Senator      |
| ------- | ------------------- | ------------ | ---------- | ------------ | -------------------------- | ------------------ |
| Florida | vakant              | vakant       | Klasse III | 14. Mai 1897 | Zugewinn Demokraten        | Stephen R. Mallory |
| Ohio    | John Sherman        | Republikaner | Klasse I   | 5. März 1897 | von Republikanern gehalten | Mark Hanna         |
| Oregon  | vakant              | vakant       | Klasse III | 15. Mai 1897 | Zugewinn Republikaner      | Joseph Simon       |

## Einzelstaaten
In allen Staaten wurden die Senatoren durch die Parlamente gewählt, wie durch die Verfassung der Vereinigten Staaten vor der Verabschiedung des 17. Zusatzartikels vorgesehen. Das Wahlverfahren bestimmten die Staaten selbst, es war daher von Staat zu Staat unterschiedlich. Teilweise ergibt sich aus den Quellen nur, wer gewählt wurde, aber nicht wie.
Das Fourth Party System der Parteien in den Vereinigten Staaten bestand aus der Demokratischen Partei, die hauptsächlich in den Südstaaten stark war, sowie der gemäßigt abolitionistischen, im Norden verankerten Republikanischen Partei. Zeitweise konnten auch die Silver Party, die Silver Republican Party und die Populist Party (People’s Party) Senatoren stellen.